# ويل نيكلسون
ويل نيكلسون (بالإنجليزية: Will Nicholson)‏ هو سياسي أمريكي، ولد في 12 سبتمبر 1900 في أورورا في الولايات المتحدة، وتوفي في يناير 1975 في كولورادو في الولايات المتحدة.